# James L. Resseguie
James Lynn Resseguie (Buffalo, 1º gennaio 1945) è un pastore protestante e biblista statunitense.

## Biografia
Resseguie ha conseguito il bachelor of arts nel 1967 all'Università di Berkeley e il Master of Divinity nel 1972 al Seminario Teologico di Princeton. Nel 1976 ha cominciato a lavorare come assistente al Winebrenner Theological Seminary; nello stesso anno, è stato ordinato ministro della Chiesa presbiteriana. Nel 1978 ha conseguito il Ph.D. al Seminario Teologico Fuller. Dal 1979 ha insegnato Nuovo Testamento al Winebrenner Theological Seminary, prima come professore associato e dal 1984 come professore ordinario. Dopo il suo ritiro dall'insegnamento, è diventato professore emerito. Nei suoi studi, Resseguie si è occupato in particolare di questioni interpretative riguardanti il Vangelo di Luca, il Vangelo di Giovanni e l'Apocalisse di Giovanni. Resseguie è sposato con Dianne Laverne Paulson, da cui ha avuto tre figli.

## Libri pubblicati
- Revelation Unsealed: A Narrative Critical Approach to John's Apocalypse, Brill, 1998
- The Strange Gospel: Narrative Design and Point of View in John, Brill, 2001
- Spiritual Landscape: Images of the Spiritual Life in the Gospel of Luke, Hendrickson Publishers, 2004
- Narrative Criticism of the New Testament: an introduction, Baker Academic, 2005
- Narratologia del Nuovo Testamento, Paideia, Brescia, 2008
- Revelation of John: A Narrative Commentary, Baker Academic, 2009
- L'exégèse narrative du Nouveau Testament: Une introduction, Lessius, 2009